# Shropshire County Premier Football League
Shropshire County Premier Football League var en engelsk fotbollsliga baserad i Shropshire. Den grundades 1950 och hade under den sista säsongen två divisioner, varav toppdivisionen Premier Division låg på nivå 13 i det engelska ligasystemet. Ligan upplöstes 2012 och alla klubbarna flyttades över till den nya och större Mercian Regional Football League.
Vinnaren av toppdivisionen kunde under vissa förutsättningar flyttas upp till West Midlands (Regional) League, men det hände vid några tillfällen att lag flyttades upp till Midland Football Combination. Ligan hade en egen matarliga – Telford Combination, men det hände även att klubbar flyttades upp från Shropshire Alliance Football League.

## Mästare
| Säsong  | Mästare                |
| ------- | ---------------------- |
| 1950-51 | Lilleshall Miners      |
| 1951-52 | Donnington Wood        |
| 1952-53 | Donnington Wood        |
| 1953-54 | Donnington Wood        |
| 1954-55 | Sankeys Wellington     |
| 1955-56 | Market Drayton Town FC |
| 1956-57 | Sentinel               |
| 1957-58 | Donnington Wood        |
| 1958-59 | Sankeys Wellington     |
| 1959-60 | Sankeys Wellington     |
| 1960-61 | Donnington Wood        |
| 1961-62 | Oswestry Villa         |
| 1962-63 | Oswestry Villa         |
| 1963-64 | Donnington Wood        |
| 1964-65 | Donnington Wood        |
| 1965-66 | Sankeys Wellington     |
| 1966-67 | Snailbeach White Star  |
| 1967-68 | Donnington Wood        |
| 1968-69 | Snailbeach White Star  |
| 1969-70 | Roden Rovers           |
| 1970-71 | Belle Vue Old Boys     |
| 1971-72 | Donnington Wood        |
| 1972-73 | Snailbeach White Star  |
| 1973-74 | Donnington Wood        |
| 1974-75 | Donnington Wood        |

| År      | Mästare                |
| ------- | ---------------------- |
| 1975-76 | Shifnal Town FC        |
| 1976-77 | Broseley Athletic      |
| 1977-78 | Broseley Athletic      |
| 1978-79 | Oakengates Athletic    |
| 1979-80 | Snailbeach White Star  |
| 1980-81 | Snailbeach White Star  |
| 1981-82 | Snailbeach White Star  |
| 1982-83 | Wellington Amateurs    |
| 1983-84 | Broseley Athletic      |
| 1984-85 | Morda United           |
| 1985-86 | Morda United           |
| 1986-87 | Morda United           |
| 1987-88 | Champion Jockey        |
| 1988-89 | Wellington Amateurs    |
| 1989-90 | Shifnal Town FC        |
| 1990-91 | Albrighton United      |
| 1991-92 | Market Drayton Town FC |
| 1992-93 | Shifnal Town FC        |
| 1993-94 | Meole Brace            |
| 1994-95 | Tibberton United       |
| 1995-96 | Oakengates             |
| 1996-97 | Star Aluminium         |
| 1997-98 | Shawbury United FC     |
| 1998-99 | Shawbury United FC     |
| 1999-00 | Belvidere              |

| År      | Mästare              |
| ------- | -------------------- |
| 2000-01 | Okänd                |
| 2001-02 | Belle Vue Old Boys   |
| 2002-03 | Hanwood United       |
| 2003-04 | Ellesmere Rangers FC |
| 2004-05 | Broseley Juniors     |
| 2005-06 | Hanwood United       |
| 2006-07 | Hanwood United       |
| 2007-08 | Hanwood United       |
| 2008-09 | Wem Town             |
| 2009-10 | St Martins           |
| 2010-11 | Haughmond            |
| 2011-12 | Newport Town         |